# Arystofanes z Bizancjum
Arystofanes z Bizancjum (ok. 257 – ok. 180 p.n.e.) – grecki filolog. 
Był synem oficera wojsk najemnych. Uczeń Eratostenesa i nauczyciel Arystarcha z Samotraki. Ok. roku 197 p.n.e. został piątym z kolei kustoszem Biblioteki Aleksandryjskiej.
Do jego najważniejszych dzieł należą O kurtyzanach w Attyce oraz krytyczne wydania dzieł Homera. Przypisuje się mu również wprowadzenie zapisu akcentów w piśmie greckim.